# ISO 19125-1
Lo standard ISO19125-1 - Accesso a entità geometriche semplici (Simple feature) - Parte 1: Architettura comune fa parte degli standard prodotti da ISO/TC211 e descrive l'architettura comune per le entità geometriche semplici. Questa parte della norma definisce un'architettura comune e individua i termini da usare all'interno dell'architettura. 
Essa non intende definire né dipende da alcuna parte del meccanismo attraverso il quale i tipi sono aggiunti e aggiornati, quali:
1. la sintassi e funzionalità fornite per la definizione dei tipi;
2. la sintassi e funzionalità fornite per la definizione delle funzioni;
3. l'archiviazione fisica delle istanze nella base di dati;
4. la terminologia specifica utilizzata per riferirsi a tipi definiti dall'utente (User Definer Types), per esempio UDT.

Lo standard è diviso in 2 parti; questa parte norma i nomi e le definizioni geometriche per i tipi usati per la geometria.
La norma non impone alcun requisito sulla modalità di definizione dei tipi usati per la geometria nello schema interno, né su quando o come definire i tipi usati per la geometria.
La norma italiana UNI-EN-ISO19125-1 è la versione ufficiale in lingua inglese della norma europea EN ISO 19125-1 (edizione 2006).